# My Kind of Blues
My Kind of Blues je album amerického bluesového kytaristy B. B. Kinga, vydané v roce 1961. Remasterovaná verze vyšla v roce 2003.

## Seznam skladeb
1. "You Done Lost Your Good Thing Now" (King, Joe Josea) — 5:15
2. "Mr. Pawnbroker" (King, Jules Taub) — 3:16
3. "Understand" (Cecil Gant) — 2:39
4. "Someday Baby" (Lightnin' Hopkins) — 2:54
5. "Driving Wheel" (Roosevelt Sykes) — 2:52
6. "Walking Dr. Bill" (Doctor Clayton) — 3:41
7. "My Own Fault", aka "It's My Fault" (King) — 3:34
8. "Fishin' After Me", aka "Catfish Blues" (Robert Petway) — 2:29
9. "Hold That Train" (Clayton) — 3:58
10. "Please Set a Date" (Minnie McCoy) — 2:49
11. "Sunny Road" (Sykes) * — 2:57
12. "Running Wild" * — 2:19
13. "Blues at Sunrise" (Ivory Joe Hunter)* — 3:00
14. "Drifting Blues" (Johnny Moore's Three Blazers) * — 3:15
15. "Somebody Done Changed the Lock on My Door" (Casey Bill Weldon) * — 2:46
16. "Look the World Over" (Ernest Lawlars) [undubbed version] * — 3:23
17. "Walking Dr. Bill" (Clayton) [overdub] * — 3:44
18. "Hold That Train" (Clayton) * — 5:05

- Skladby 11-18 byly vydané jen na reedici v roce 2003.